# Buffalo Dance
Buffalo Dance is een Amerikaanse stomme film uit 1894. De film werd gemaakt door de Edison Manufacturing Company en geregisseerd door William K.L. Dickson.
De film werd op genomen in de filmstudio Black Maria en toont vijf Siouxindianen, waarvan er twee achteraan op de grond zitten en muziek maken terwijl de andere drie vooraan hun dans uitvoeren.